# Hugh Grosvenor, 7.º Duque de Westminster
Hugh Richard Louis Grosvenor, 7.º Duque de Westminster (Londres, 29 de janeiro de 1991), é um aristocrata e empresário britânico. Ele herdou o seu título e o controlo da Grosvenor Estate, então avaliada em cerca de 9 mil milhões de libras, do seu pai em 2016, tornando-se um dos homens mais ricos do Reino Unido. Em 2023, a Bloomberg estimou que o seu património líquido era de aproximadamente 9,42 mil milhões de libras. Em 2024, ficou em 15.º lugar na Sunday Times Rich List com uma fortuna estimada em 10,127 mil milhões de libras.

## Biografia
Hugh Richard Louis Grosvenor nasceu a 29 de janeiro de 1991, em Londres, como o terceiro filho e único varão de Gerald Grosvenor, 6.º Duque de Westminster, e da sua esposa Natalia (nascida Phillips). O seu batismo, a 23 de junho de 1991, contou com a presença de Carlos, então Príncipe de Gales (mais tarde Carlos III), que foi nomeado um dos seus padrinhos. Foi tratado pelo título de Conde Grosvenor desde o nascimento até 2016, quando o seu pai faleceu e ele se tornou o sétimo duque.
Por sua mãe, Westminster descende da Casa Imperial Russa dos Romanov, especificamente de Nicolau I da Rússia, bem como do escritor russo Alexander Pushkin e da sua esposa Natalia Nikolayevna Goncharova.
Cresceu em Eaton Hall, em Cheshire, a residência da família Grosvenor, juntamente com as suas três irmãs: Tamara, Edwina e Viola. Frequentaram uma escola primária pública local. Depois, estudou na pequena escola privada Mostyn House School, seguindo-se o Ellesmere College, em Shropshire. Mais tarde, frequentou a Universidade de Newcastle, onde se licenciou em Gestão do Meio Rural (Countryside Management).

## Carreira
Após licenciar-se, Westminster trabalhou na gestão de propriedades no Wheatsheaf Group, uma empresa de investimento em alimentação e agricultura sediada na propriedade de Eaton e pertencente ao Grosvenor Group. Posteriormente, tornou-se gestor de contas na Bio-bean, uma empresa de sustentabilidade que transforma resíduos de café em bioprodutos, como toros de lenha e biocombustível.
Com a morte do seu pai, em agosto de 2016, herdou os títulos e uma parte da fortuna então estimada em 9 mil milhões de libras, com fundos fiduciários substanciais destinados às suas irmãs. Esta riqueza está detida num fundo fiduciário, do qual o 7.º Duque é beneficiário e presidente dos curadores, mas não proprietário legal — um regime que recebeu grande atenção mediática devido à isenção de imposto sucessório que proporciona.
O Duque é Presidente do Grosvenor Group, uma empresa de desenvolvimento e investimento imobiliário com um portefólio de propriedades urbanas e rurais na Europa, Ásia e América do Norte, além de investimentos em empresas de tecnologia alimentar e agrícola. Entre as suas propriedades, inclui-se a Reay Forest Estate, uma propriedade de 39 000 hectares em Sutherland, na Escócia.
O Duque foi um dos pares responsáveis por transportar os Estandartes Reais na coroação de 2023. A 9 de junho de 2023, foi nomeado vice-lorde-tenente de Cheshire.

## Filantropia
Westminster é o presidente do conselho de curadores da Westminster Foundation, uma organização de beneficência que se dedica a ajudar jovens vulneráveis e as suas famílias, apoiando comunidades locais, espaços educativos digitais e combatendo a desigualdade de oportunidades.
Ele também apoia o DNRC (Defence and National Rehabilitation Centre), uma organização fundada pelo seu pai que ajuda veteranos militares britânicos feridos.
Em 2020, durante a pandemia de COVID-19, Westminster doou 12,5 milhões de libras para o esforço nacional de combate à pandemia e para apoiar o NHS, além de £1 milhão à Universidade de Oxford para financiar projetos de investigação em saúde mental e psicologia.

## Vida pessoal
Westminster é um amigo próximo do Príncipe de Gales e do Duque de Sussex. É padrinho do Príncipe Jorge de Gales e do Príncipe Archie de Sussex.
Em abril de 2023, foi anunciado o seu noivado com Olivia Grace Henson (nascida em 1992). Henson estudou no Marlborough College juntamente com a Princesa Eugénia e é filha de Rupert Cornelius Brooke Henson (nascido em 1962) e Caroline Belinda Frisby (nascida em 1963), cuja bisavó foi Geraldine Mariana Hoare, nascida Hervey (falecida em 1955), uma trineta do 5.º Duque de Rutland.
O casal casou-se a 7 de junho de 2024 na Catedral de Chester. O Príncipe Guilherme foi um dos assistentes do casamento. Entre os convidados estavam a Princesa Eugénia e Leonora, Condessa de Lichfield. A cerimónia foi oficiada por Tim Stratford, Deão de Chester, e o sermão foi proferido por Mark Tanner, Bispo de Chester. Após a cerimónia, dois ativistas do Just Stop Oil projetaram tinta em pó perto da entrada da catedral enquanto os recém-casados se dirigiam para o carro.
Em março de 2025, o casal anunciou que estavam à espera do primeiro filho. A 27 de julho de 2025, nasceu a sua primeira filha, Cosima Florence Grosvenor.

## Títulos e estilos
- 29 de janeiro de 1991 - 9 de agosto de 2016: O Muito Honorável, Conde de Grosvenor
- 9 de agosto de 2016 - presente: Sua Graça, O Duque de Westminster